# Amarilda Prenga
Amarilda Prenga  est une joueuse albanaise de volley-ball née le 19 juillet 1981 à Rrëshen. Elle mesure 1,81 m et joue réceptionneuse-attaquante.

## Clubs
| Club                 | Pays     | De        | À         |
| -------------------- | -------- | --------- | --------- |
| Dinamo Tirana        | Albanie  | 2002-2003 | 2003-2004 |
| Apollonios Keratsini | Grèce    | 2004-2005 | 2004-2005 |
| Dinamo Bucarest      | Roumanie | 2005-2006 | 2006-2007 |
| Le Cannet-Rocheville | France   | 2007-2008 | 2007-2008 |
| Laihian Lujattaret   | Finlande | 2008-2009 | 2008-2009 |
| Keratea AC           | Grèce    | 2009-2010 | …         |

## Palmarès
- Coupe de France 
  - Finaliste :  2008
- Coupe de la CEV
  - Finaliste :  2008